# Кубок Бельгії з футболу 2001—2002
Кубок Бельгії з футболу 2001–2002 (нід. Beker van België) — 47-й розіграш кубкового футбольного турніру в Бельгії. Володарем кубку ввосьме став Брюгге.

## Календар
| Раунд           | Дата                           | Матчі | Клуби     |
| --------------- | ------------------------------ | ----- | --------- |
| Перший раунд    | 29 липня 2001                  | 88    | 244 → 156 |
| Другий раунд    | 5 серпня 2001                  | 44    | 156 → 112 |
| Третій раунд    | 12 серпня 2001                 | 38    | 112 → 74  |
| Четвертий раунд | 19 серпня 2001                 | 28    | 74 → 46   |
| П'ятий раунд    |                                | 14    | 46 → 32   |
| 1/16 фіналу     | 16-18 листопада 2001           | 16    | 32 → 16   |
| 1/8 фіналу      | 12 грудня 2001 - 16 січня 2002 | 8     | 16 → 8    |
| 1/4 фіналу      | 15-23 січня 2002               | 4     | 8 → 4     |
| 1/2 фіналу      | 6 лютого/6 березня 2002        | 4     | 4 → 2     |
| Фінал           | 9 травня 2002                  | 1     | 2 → 1     |

## 1/16 фіналу
| Команда 1                | Рахунок      | Команда 2              |
| ------------------------ | ------------ | ---------------------- |
| 16 листопада 2001        |              |                        |
| Жерміналь Беєрсхот       | 4:3 дч       | Гент                   |
| 17 листопада 2001        |              |                        |
| Гел (2)                  | 0:4          | Вестерло               |
| Монс (2)                 | 1:3          | Тюбіз (3)              |
| Лірс                     | 2:0          | Шарлеруа               |
| Андерлехт                | 3:4          | Локерен                |
| Антверпен                | 4:0          | Малдегем (3)           |
| Ломмель                  | 1:3 дч       | Лув'єрроз              |
| Мускрон                  | 7:1          | Бохолтер (3)           |
| Сінт-Трейден             | 2:1          | Дігем Спорт (4)        |
| Беверен                  | 4:0          | Візе (2)               |
| 18 листопада 2001        |              |                        |
| Зюйд-Вест-Влаандерен (2) | 0:0 пен. 5:6 | Ауд-Геверле Левен (3)  |
| Тюрнгаут (3)             | 5:1          | Вевелгем Сіті (3)      |
| Брюгге                   | 12:2         | Арсхот (4)             |
| Ендрахт (Алст)           | 2:0          | Інгельмюстер (2)       |
| Моленбек                 | 4:0          | Вігор Вейтенс Гаме (3) |
| Генк                     | 3:2 дч       | Стандард (Льєж)        |

## 1/8 фіналу
| Команда 1          | Рахунок      | Команда 2             |
| ------------------ | ------------ | --------------------- |
| 12 грудня 2001     |              |                       |
| Локерен            | 1:0          | Ауд-Геверле Левен (3) |
| Лув'єрроз          | 2:1          | Тюбіз (3)             |
| Тюрнгаут (3)       | 2:3          | Беверен               |
| Лірс               | 2:0          | Ендрахт (Алст)        |
| Мускрон            | 4:1          | Моленбек              |
| 15 грудня 2001     |              |                       |
| Жерміналь Беєрсхот | 0:1          | Сінт-Трейден          |
| Генк               | 2:1 дч       | Вестерло              |
| 16 січня 2002      |              |                       |
| Антверпен          | 1:1 пен. 3:4 | Брюгге                |

## 1/4 фіналу
| Команда 1     | Рахунок | Команда 2    |
| ------------- | ------- | ------------ |
| 15 січня 2002 |         |              |
| Мускрон       | 5:2 дч  | Генк         |
| 16 січня 2002 |         |              |
| Лув'єрроз     | 0:2     | Локерен      |
| Лірс          | 0:2     | Сінт-Трейден |
| 23 січня 2002 |         |              |
| Брюгге        | 1:0     | Беверен      |

## 1/2 фіналу
| Команда 1               | Заг. | Команда 2    | 1-й матч | 2-й матч |
| ----------------------- | ---- | ------------ | -------- | -------- |
| 6 лютого/6 березня 2002 |      |              |          |          |
| Брюгге                  | 6:0  | Локерен      | 3:0      | 3:0      |
| Мускрон                 | 5:2  | Сінт-Трейден | 3:0      | 2:2      |

## Фінал
| 9 травня 2002 |

| Мускрон      | 1:3      | Брюгге                |
| ------------ | -------- | --------------------- |
| Блондель 58' | Протокол | Мендоса 22', 73', 89' |

| Стадіон імені короля Бодуена, Брюссель Глядачів: 32 800 Арбітр: Жакі Кваранта |